# Лоретто (Бургенланд)
Лоретто (нім. Loretto) — ярмаркова громада в політичному окрузі Айзенштадт-Умгебунг федеральної землі Бургенланд, в Австрії.
Лоретто лежить на висоті  218 м над рівнем моря і займає площу  2,38 км². Громада налічує 461 мешканців. 
Густота населення 194/км².  
|                                  |
| Лоретто на мапі округу та землі. |

 Адреса управління громади: Hauptplatz 9, 2443 Loretto (Burgenland). 

## Демографія
Історична динаміка населення міста за даними сайту Statistik Austria

## Виноски
1. ↑  Dauersiedlungsraum der Gemeinden Politischen Bezirke und Bundesländer - Gebietsstand 1.1.2018 — Статистичне управління Австрії.
2. ↑  Einwohnerzahl 1.1.2018 nach Gemeinden mit Status, Gebietsstand 1.1.2018 — Статистичне управління Австрії.
3. ↑  Архівована копія. Архів оригіналу за 11 квітня 2022. Процитовано 12 квітня 2022.{{cite web}}:  Обслуговування CS1: Сторінки з текстом «archived copy» як значення параметру title (посилання)
4. ↑  Gemeindedaten von Loretto (Burgenland). Архів оригіналу за 3 вересня 2019. Процитовано 1 листопада 2013.

| Австрія | Це незавершена стаття з географії Австрії. Ви можете допомогти проєкту, виправивши або дописавши її. |